# Alpské lyžování na Zimních olympijských hrách 1968
Alpské lyžování na Zimních olympijských hrách 1968 v Chamrousse, jihovýchodně od Grenoblu.

## Medailové pořadí zemí
| Pořadí | Země            | Zlato | Stříbro | Bronz | Celkově |
| ------ | --------------- | ----- | ------- | ----- | ------- |
| 1.     | Francie (FRA)   | 4     | 3       | 1     | 8       |
| 2.     | Rakousko (AUT)  | 1     | 1       | 3     | 5       |
| 3.     | Kanada (CAN)    | 1     | 1       | 0     | 2       |
| 4.     | Švýcarsko (SUI) | 0     | 1       | 2     | 3       |
|        | Celkem          | 6     | 6       | 6     | 18      |

## Medailisté

### Muži
| Disciplína  | Zlato                             | Výkon   | Stříbro                        | Výkon   | Bronz                                  | Výkon   |
| ----------- | --------------------------------- | ------- | ------------------------------ | ------- | -------------------------------------- | ------- |
| sjezd       | Jean-Claude Killy · Francie (FRA) | 1:59,85 | Guy Périllat · Francie (FRA)   | 1:59,93 | Jean-Daniel Dätwyler · Švýcarsko (SUI) | 2:00,32 |
| slalom      | Jean-Claude Killy · Francie (FRA) | 1:39,73 | Herbert Huber · Rakousko (AUT) | 1:39,82 | Alfred Matt · Rakousko (AUT)           | 1:40,09 |
| obří slalom | Jean-Claude Killy · Francie (FRA) | 3:29,28 | Willy Favre · Švýcarsko (SUI)  | 3:31,50 | Heinrich Messner · Rakousko (AUT)      | 3:31,83 |

### Ženy
| Disciplína  | Zlato                                 | Výkon   | Stříbro                         | Výkon   | Bronz                                  | Výkon   |
| ----------- | ------------------------------------- | ------- | ------------------------------- | ------- | -------------------------------------- | ------- |
| sjezd       | Olga Pallová · Rakousko (AUT)         | 1:40,87 | Isabelle Mirová · Francie (FRA) | 1:41,33 | Christl Haasová · Rakousko (AUT)       | 1:41,41 |
| slalom      | Marielle Goitschelová · Francie (FRA) | 1:25,86 | Nancy Greeneová · Kanada (CAN)  | 1:26,15 | Annie Famoseová · Francie (FRA)        | 1:27,89 |
| obří slalom | Nancy Greeneová · Kanada (CAN)        | 1:51,97 | Annie Famoseová · Francie (FRA) | 1:54,61 | Fernande Bochatayová · Švýcarsko (SUI) | 1:54,74 |